# 16280 Groussin
16280 Groussin este o planetă minoră (asteroid), cu un diametru de 3,081 km, din centura de asteroizi. A fost descoperită pe 1 iunie 2000 la Stația Anderson Mesa de Lowell Observatory Near-Earth-Object Search. 
Obiectul prezintă o orbită caracterizată de o semiaxă mare de 2,2353004 UAi, o excentricitate de 0,1604763, o înclinație de 5,03667 ° în raport cu ecliptica.